# Parc naturel Nagelfluhkette
Le parc naturel de Nagelfluhkette (en allemand : Naturpark Nagelfluhkette ) est un parc naturel transfrontalier entre la région allemande de l'Allgäu et la région autrichienne du Vorarlberg. Le parc naturel englobe la zone des trois chaînes du Nagelfluh aux crêtes de l'Allgäu Nagelfluh. C'est le premier parc naturel transfrontalier entre l'Allemagne et l'Autriche. Le Nagelfluhkette (en) a obtenu le statut de parc naturel en 2008.

## Géographie
Le parc naturel couvre 24 700 ha. du district d'Oberallgäu et 16 300 ha. de la forêt adjacente de Bregenz, soit un total d'environ 410 km2 de superficie totale. Six communes de l'Oberallgäu et huit communes du Vorarlberg sont unies dans ce projet.
Il couvre une grande partie des préalpes de l'Allgäu à l'ouest de l'Iller. Il est bordé par Immenstadt et les versants ouest de la vallée de l'Iller à l'est. Du Großer Alpsee, de la vallée de Constance avec Ach et Oberstaufen au nord et jusqu'au massif du Hirschberg à l'ouest. Au sud, il est bordé par la rivière Bregenzer Ach, Hirschgundtal et Rohrmoostal près d'Oberstdorf, et s'étend jusqu'aux pentes du Hochifen. Sa zone centrale est formée par la Nagelfluhkette et le Hochgrat.

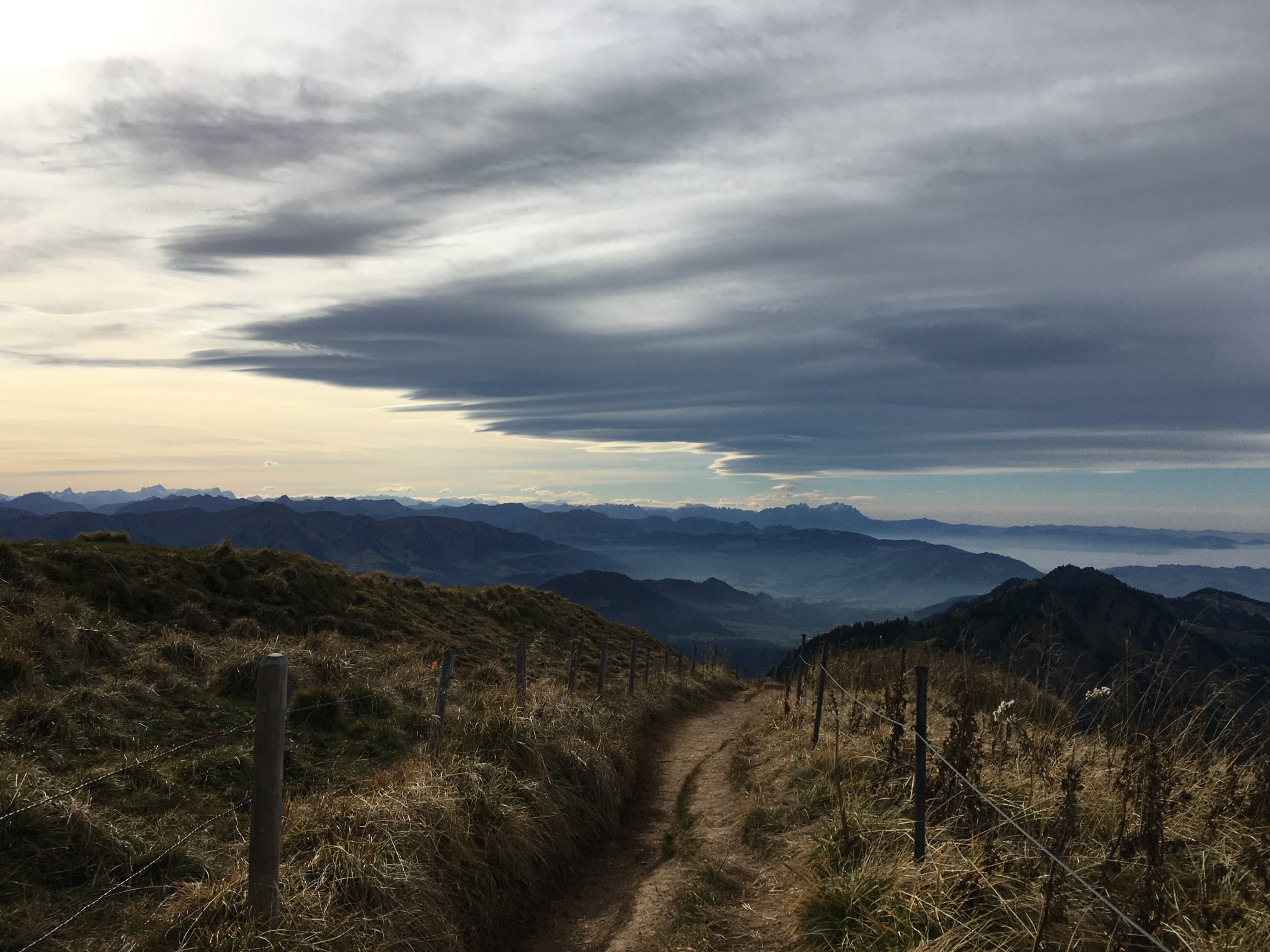
Parc naturel de la Nagelfluhkette : vue du Hochgrat sur la forêt de Bregenz

Le parc s'étend des vallées de l'Iller et du Bregenzer Ach jusqu'au sommet du Hochgrat à 1834 m (point culminant à la pointe sud de la commune de Sibratsgfäll à 2050 m). La zone présente un dénivelé de 1400 m sur une zone très restreinte, c'est l'une des raisons de la variété des paysages.

## Géologie
Le parc naturel porte le nom du conglomérat Nagelfluh (dalle ou roche à clous en allemand). Le conglomérat est constitué de galets de rivière qui ont été cuits dans un conglomérat. Et visuellement cela ressemble à des clous enfoncés profondément dans la roche avec seulement leurs têtes qui sortent, c'est de cette particularité qu'est né le nom Nagelfluh.

## La faune et la flore
Le parc naturel est riche en faune et flore. Par exemple, il abrite le tétras lyre, l'imposant aigle royal, le plus rare papillon Apollon et une grande variété d'orchidées et de gentianes.

## Activités
Le centre d'accueil du parc naturel AlpSeeHaus est construit à Bühl/Immenstadt. En hiver, les montagnes du parc naturel permettent les randonnées en raquettes. En été, le parc naturel permet des randonnées classiques de 3h30 à 11h00 avec la traversée totale du parc naturel et de ses 16 sommets. Il existe également des thématiques guidées par les gardes-moniteurs du parc qui entretiennent le réseau des sentiers,.